# Shōkaku (lớp tàu sân bay)
Lớp tàu sân bay Shōkaku gồm hai tàu sân bay hạm đội có trọng lượng rẽ nước 30.000 tấn của Hải quân Đế quốc Nhật Bản. Chỉ có hai chiếc trong lớp này được chế tạo: Shōkaku và Zuikaku, và cùng nhau hợp thành Hàng không chiến đội 5. Cả hai chiếc đều lần lượt bị đánh chìm trong Chiến tranh Thế giới thứ hai.

## Những chiếc trong lớp
| Tàu     | Đặt lườn             | Hạ thủy              | Hoạt động           | Số phận                                                           |
| Shōkaku | 12 tháng 12 năm 1937 | 1 tháng 6 năm 1939   | 8 tháng 8 năm 1941  | Bị đánh chìm 19 tháng 6 năm 1944 trong trận chiến biển Philippine |
| Zuikaku | 25 tháng 5 năm 1938  | 27 tháng 11 năm 1939 | 25 tháng 9 năm 1941 | Bị đánh chìm 25 tháng 10 năm 1944 trong trận chiến vịnh Leyte     |